# 东源桥
东源桥，又名水浒桥，位于中国福建省宁德市柘荣县东源乡东源村，是一座南北横跨东源溪的木拱廊桥，始建于元朝至元元年（1335年）。2005年，东源桥成为福建省文物保护单位，2006年，东源桥作为闽东北廊桥的一部分被列为第六批全国重点文物保护单位。

## 历史
东源桥始建于元朝至元元年（1335年），明朝嘉靖十三年（1534年）、清朝乾隆十六年（1751年）、民国33年（1944年）和1956年四次重修。1989年10月，柘荣县人民政府将东源桥公布为第二批柘荣县文物保护单位，2005年5月，东源桥入选第六批福建省文物保护单位，2006年5月，东源桥入选第六批全国重点文物保护单位，2009年，东源桥营造技艺作为中国木拱桥传统营造技艺的一部分被列入联合国教科文组织急需保护的非物质文化遗产名录。由于多次经受台风攻击，以及电动车过桥对桥体造成了一定的损伤，2015年国家文物局拨款100万元人民币对其进行重修，并加装了消防设施、只允许行人通过的路桩等。2020年代，柘荣县博物馆在东源桥设置展板，向游客展示柘荣古桥梁的历史与文化。

## 建筑
东源桥是一座木构单孔悬臂式廊屋桥，有“北派”南迁的建筑风格，长41.9米，跨径26.4米，宽6.9米，高8.2米。廊屋18扇、17开间，为抬梁穿斗混合式单檐双坡顶，桥柱有108柱，数量正好与水浒传一百单八将的数目对应，故也是该桥别名“水浒桥”的由来，据说桥内有一柱为代表武松的松木，和一柱代表李逵的黑桕木。每扇6根立柱的建造技艺亦为中国同类型木拱廊桥所独有。桥的北侧6.4米处有一座元代泗洲佛石塔，为三层方形，边长1米，素面须弥座，第一层为素面方石，第二层的四角饰有浮雕，第三层为佛龛，内有三面浮雕佛像，塔顶为方形，翘角葫芦刹。

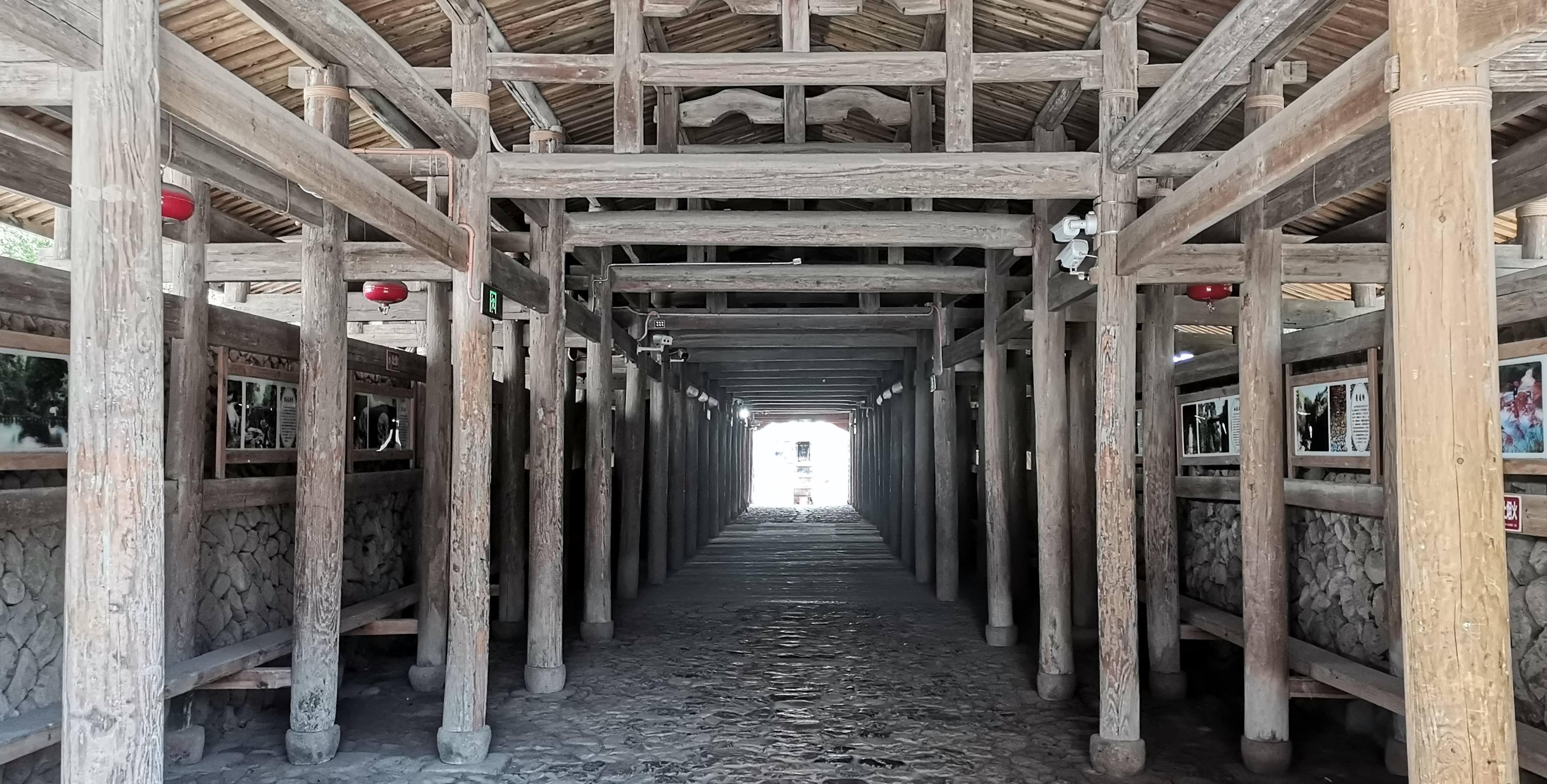
东源桥内部景象
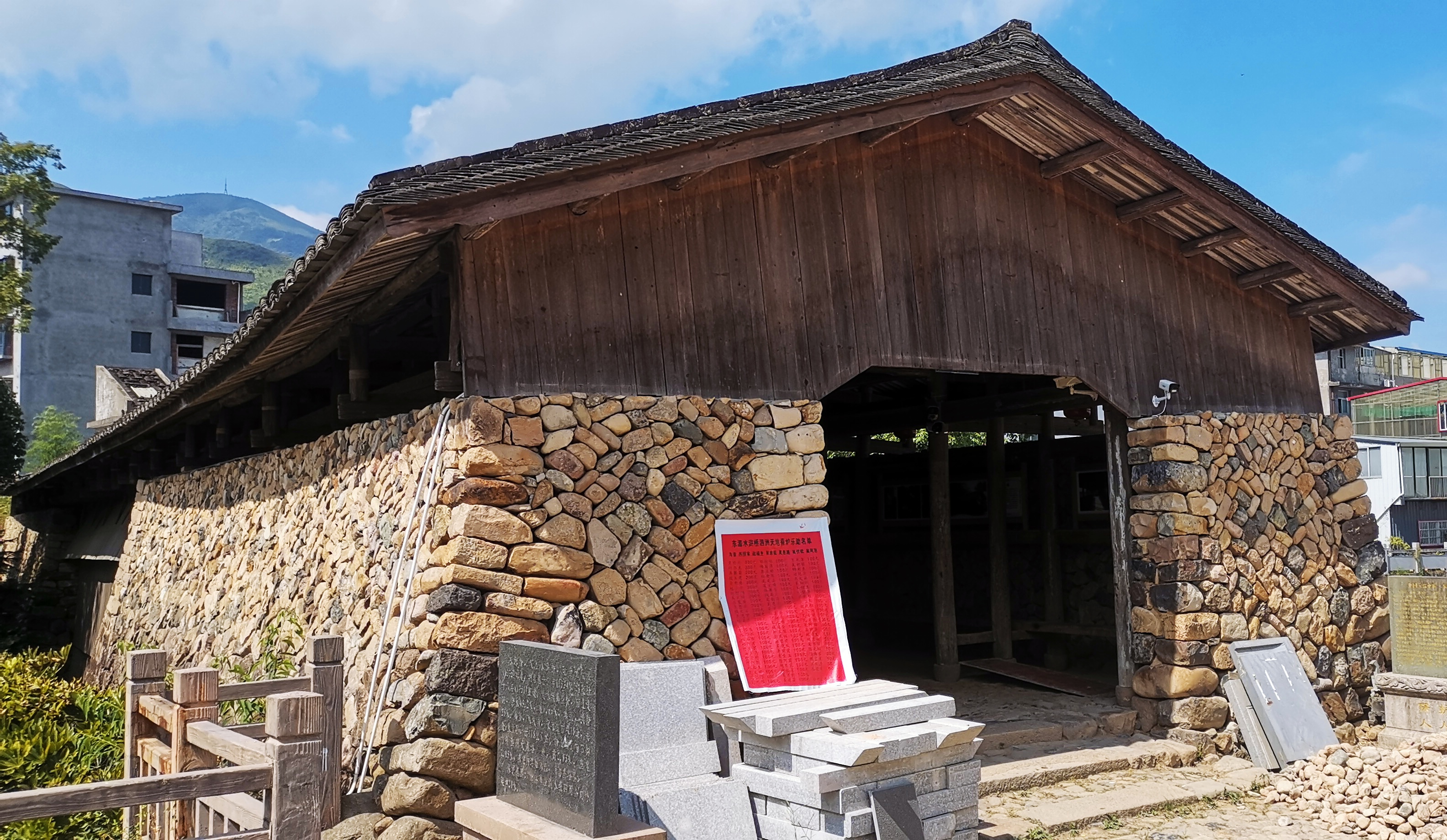
东源桥后门
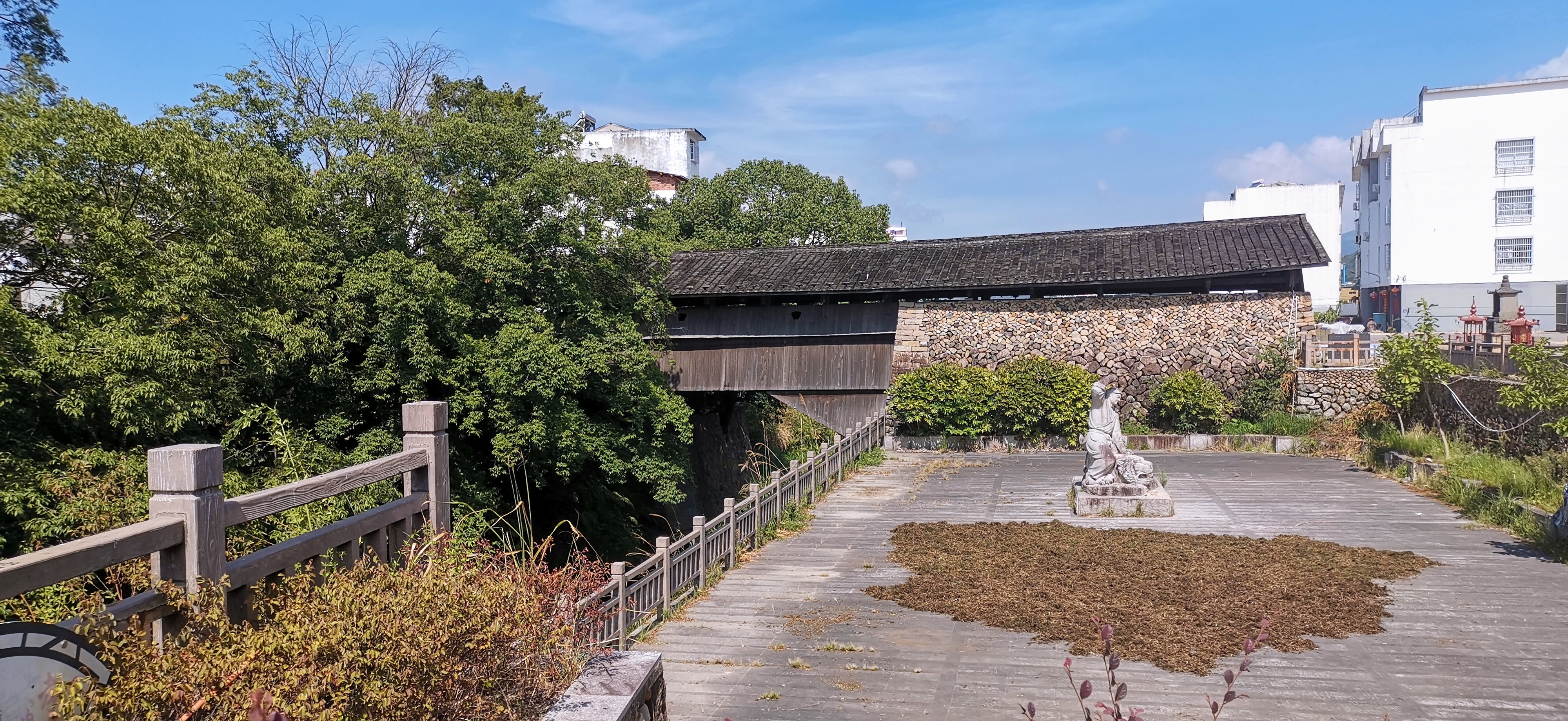
东源桥旁侧的打虎石雕
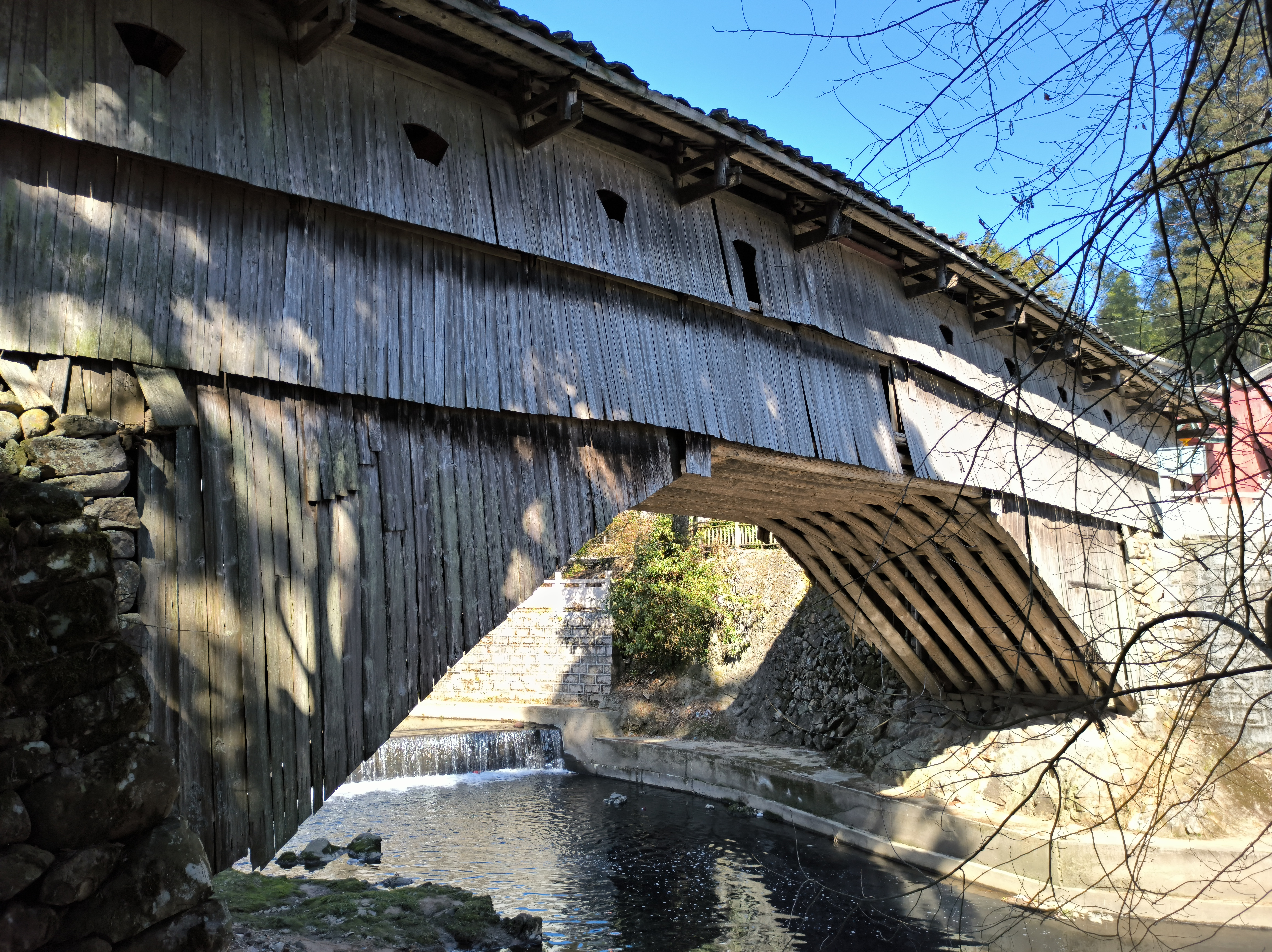
东源桥桥身